# バトゥリティ
バトゥリティ村(Desa Baturiti)は、インドネシア共和国バリ州タバナン県バトゥリティ郡の村。パチュン(Pacung)地区から東方に見える棚田の景観で知られる。
州都デンパサールと、州北部の中心地シガラジャを南北に結ぶ幹線道路が村内を貫く。